# La Poupée sanglante (mini-série)
Pour les articles homonymes, voir La Poupée sanglante.
La Poupée sanglante est une mini-série française en six épisodes de 52 minutes, créée par Robert Scipion d'après le roman éponyme de Gaston Leroux et sa suite La Machine à assassiner, réalisée par Marcel Cravenne et diffusée à partir du 17 septembre 1976 sur Antenne 2.
Au Québec, elle a été diffusée à partir du 8 décembre 1976 à la Télévision de Radio-Canada.

## Synopsis
Un horloger génial et son neveu chirurgien avant-gardiste fabriquent Gabriel, homme mécanique à la beauté parfaite que l'on doit remonter comme une horloge. Ses créateurs lui greffent le cerveau d'un condamné à mort, Bénédict Masson, un homme seulement coupable de laideur et de malchance. Revenu à la vie, sous sa nouvelle et splendide enveloppe, Bénédict traque les véritables coupables des meurtres pour lesquels il a payé, lui, poussé par l'amour qu'il voue à Christine, la charmante fille de l'horloger. Mais, ses comptes réglés pour autant…

## Équipe technique
- Réalisation : Marcel Cravenne
- Scénario : Robert Scipion (d'après Gaston Leroux)
- Musique : Betty Willemetz
- Musique des génériques : Gérard Doulssane
- Directeur de la photographie : Albert Schimel
- Décors : François Comtet

## Distribution
- Jean-Paul Zehnacker : Bénédict Masson
- Yolande Folliot : Christine Gaillard
- Dominique Leverd : Jacques Quentin
- Ludwig Gaum : Gabriel
- Édith Scob : la Marquise de Coulteray
- Georges Wod : le Marquis de Coulteray
- Julien Verdier : M. Norbert
- Sacha Pitoëff : Dr Sahib Khan
- Germaine Delbat : Mme Drouine
- Gabriel Gobin : M. Drouine
- Cathy Rosier : La Dorga
- Jacqueline Rouillard : Mlle Barescat
- Florence Brière : Mme Langlois
- Roland Armontel : M. Moulinier
- Robert Vidalin : le mystérieux habitant du grenier
- Marthe Villalonga: la bistrotière
- Jim Adhi Limas : Sing Sing
- Georges Lycan : Sangor
- Jean Rupert : l'inspecteur Ledoux
- Jean Laugier : Père Violette
- Max Desrau : Père Macchabée
- Dominique Paturel : le narrateur (non crédité)

## Production
Alors que Robert Scipion et Marcel Cravenne travaillent au mitan des années 1970 à un projet d'adaptation des romans La Poupée sanglante et de sa suite La Machine à assassiner pour Antenne 2, la maison de production Pathé — qui travaillait concomitamment à l’adaptation des deux romans — leur propose d’associer. Cette collaboration doit prendre la forme suivante : Marcel Cravenne réalise trois épisodes et Alex Joffé trois autres. 
Cependant, Alex Joffé ne s'entend pas avec Madeleine Leroux — fille de Gaston Leroux qui gérait alors l'œuvre de son père — et finit par se retirer du projet. Finalement, Pathé coproduit uniquement le téléfilm laissant Marcel Cravenne assurer seul la réalisation.

## Accueil
Le feuilleton obtint un énorme succès public qui permit à ses auteurs Robert Scipion et Marcel Cravenne de mettre en chantier l’adaptation du roman de Maurice Leblanc, L'Île aux trente cercueils.

## DVD
Cette série a été éditée dans un coffret 2 DVD par l'INA en 2012, dans la collection « Les Inédits Fantastiques ».